# Епархия Руйиги
Епархия Руйиги (лат. Dioecesis Ruyigiensis) — епархия Римско-Католической церкви с центром в городе Руйиги, Бурунди. Епархия Руйиги входит в митрополию Гитеги. Епархия Руйиги распространяет свою юрисдикцию на провинции Руйиги и Чанкузо.

## История
13 апреля 1973 года Римский папа Павел VI издал буллу Ex quo Christus, которой учредил епархию Руйиги, выделив её из архиепархии Гитеги и епархии Бурури.
17 января 2009 года епархия Руйиги передала часть своей территории для возведения новой епархии Рутаны.

## Ординарии епархии
- епископ Жоашим Рухуна (13.04.1973 — 28.03.1980) — назначен архиепископом Гитеги;
- епископ Жозе Ндухирубуса (19.04.1980 — 30.10.2010);
- епископ Блез Нзейимана (30.10.2010 — по настоящее время).

## Источник
- Annuario Pontificio, Libreria Editrice Vaticana, Città del Vaticano, 2003, ISBN 88-209-7422-3
- Булла Ex quo Christus, AAS 65 (1973), стр. 293  (лат.)